# Diocèse de Loir-et-Cher
Cet article court présente un sujet plus développé dans : Diocèse de Blois.
Le diocèse de Loir-et-Cher est un ancien diocèse de l'Église constitutionnelle en France. Créé par la constitution civile du clergé de 1790, il est supprimé à la suite du concordat de 1801. Il couvrait le département de Loir-et-Cher. Le siège épiscopal était Blois.